# Николаје Балческу (Тулћа)
Николаје Балческу (рум. Nicolae Bălcescu) насеље је у Румунији у округу Тулћа у општини Налбант. Oпштина се налази на надморској висини од 34 m.

## Становништво
Према подацима из 2002. године у насељу је живело 1306 становника, од којих су сви румунске националности.